# Enrico Zen
Enrico Zen (Bassano del Grappa, 2 februari 1986) is een Italiaans voormalig wielrenner die zijn carrière in 2010 afsloot bij Colnago-CSF Inox.

## Carrière
In 2008 won Zen de Giro delle Valli Aretine door de Sloveen Robert Vrečer in een sprint-à-deux te verslaan. Later dat jaar won hij een bergetappe in de Ronde van de Aostavallei, en werd hij tweede in het eindklassement. Door deze resultaten tekende hij een contract bij CSF Group-Navigare. Zijn debuut maakte Zen in de door Alessandro Petacchi gewonnen Grote Prijs van de Etruskische Kust, waar hij op plek 52 eindigde. Na het seizoen 2010, waarin een tiende plaats in de Trofeo Laigueglia zijn beste klassering was, beëindigde hij zijn profcarrière.

## Overwinningen
2008
Giro delle Valli Aretine
2e etappe Ronde van de Aostavallei

## Ploegen
- 2007 –  Kio Ene-Tonazzi-DMT (stagiair vanaf 15-8)
- 2009 –  CSF Group-Navigare
- 2010 –  Colnago-CSF Inox